# (1198) Атлантида
(1198) Атлантида (лат. Atlantis, др.-греч. Ἀτλαντὶς) — астероид, относящийся к группе астероидов пересекающих орбиту Марса и принадлежащий к редкому спектральному классу L. Он был открыт 7 сентября 1931 года немецким астрономом Карлом Райнмутом в обсерватории Хайдельберга и назван в честь Атлантиды, легендарного острова-государства, упоминаемого Платоном.

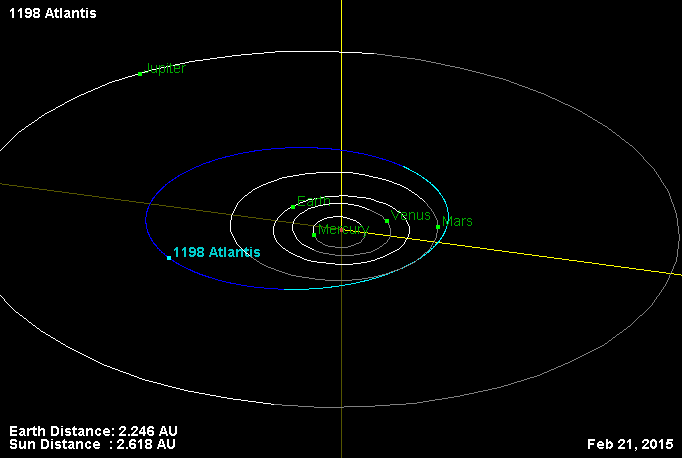
Орбита астероида Атлантида и его положение в Солнечной системе